# ليزا أزويلوس
ليزا أزويلوس (بالفرنسية: Lisa Azuelos)‏ هي كاتِبة وكاتبة سيناريو ومنتجة أفلام ومخرجة وممثلة فرنسية، ولدت في 6 نوفمبر 1965 بنويي-سور-سين في فرنسا.

## أعمال

### أفلام
- (2012) لول[4]
- (2017) داليدا[5]

## وصلات خارجية
- ليزا أزويلوس على موقع IMDb (الإنجليزية)
- ليزا أزويلوس على موقع ألو سيني (الفرنسية)
- ليزا أزويلوس على موقع أول موفي (الإنجليزية)
- ليزا أزويلوس على موقع قاعدة بيانات الأفلام السويدية (السويدية)
- ليزا أزويلوس على موقع قاعدة بيانات الفيلم (الإنجليزية)
- ليزا أزويلوس على موقع كينوبويسك (الروسية)